# Mandoulis
Mandoulis est un dieu de la mythologie égyptienne d'origine nubienne. On peut voir sa petite chapelle sur l'île de la déesse Isis, à Philæ, mais il possédait d'autres lieux de culte au sud de celle-ci. Par les Grecs, il est considéré comme le fils d'Isis et de Sérapis ou de Zeus.
Dieu qui possède plusieurs formes, il apparaît sous la forme d'un oiseau à tête anthropomorphe, ou encore d'un lion, ou bien d'un jeune enfant placé sur un lotus : il incarne la jeunesse solaire. Il eut un culte considérable à l'époque ptolémaïque.
Il porte habituellement la couronne hemhem (triple couronne).
Son temple principal est situé à Kalabchah.
Les Blemmyes, peuple nubien, derniers païens fidèles à la religion égyptienne, venaient le révérer à Philaé ainsi qu'Isis et remontaient le Nil jusqu'au temple de leur dieu. Ils occupaient alors le pays d'Ouaouat, situé entre la première et la deuxième cataracte.
Le culte du dieu se maintint jusqu'au VIe ou VIIe siècle.